# Saul Zaentz
Saul Zaentz (pronunciado /zænts/; Passaic, Nueva Jersey; 28 de febrero de 1921-San Francisco, California; 3 de enero de 2014) fue un ejecutivo de compañía discográfica y productor de cine estadounidense. Ganó como productor el Premio de la Academia a la mejor película en tres ocasiones, y en 1996 fue galardonado con el Premio Irving Thalberg.
La carrera cinematográfica de Zaentz en la producción estuvo marcada por su dedicación a la adaptación de novelas; un lector empedernido, Zaentz en general no producía guiones originales. Sin embargo, con Los fantasmas de Goya, hizo una excepción, por ser una historia original de Jean-Claude Carrière y Miloš Forman.

## Primeros años
Zaentz nació de padres inmigrantes judíos en Passaic (Nueva Jersey) el 28 de febrero de 1921. Después de servir en el Ejército de los Estados Unidos durante la Segunda Guerra Mundial, comenzó a darse cuenta de su pasión por la música como distribuidor del sello discográfico Granz's Jazz, una tarea que incluyó la gestión de giras de conciertos de grandes como Duke Ellington o Stan Getz.

## Carrera como ejecutivo en Fantasy Records
En 1955 se incorporó a Fantasy Records, durante muchos años el mayor sello discográfico independiente de jazz en el mundo. En 1967, Zaentz y otros socios compraron el sello a sus fundadores, Max y Weiss Sol. Los socios firmaron con la banda de rock Creedence Clearwater Revival, encabezada por un antiguo almacenista de Fantasy Records, John Fogerty.
Fantasy Records es propietaria de la distribución y los derechos de edición de la música de la Creedence Clearwater Revival, y Zaentz mantenía una larga disputa acerca de esto con el cantante y compositor de la Creedence, Fogerty. Zaentz demandó a Fogerty por plagiarse a sí mismo por una cantidad de 140 millones de dólares. Las canciones, «Zanz Kant Danz» (un juego de palabras intraducible con «Zaentz can't dance», «Zaentz no sabe bailar»), «The Old Man Down the Road» («El viejo por la carretera») y «Mr. Greed» («Sr. Codicia»), del álbum de Fogerty Centerfield son una crítica a Zaentz apenas velada.
A partir de esos hechos, Zaentz suscribió una serie de demandas en contra de Fogerty, alegando difamación de carácter por la letra de «Zanz Kant Danz» («Zanz no sabe bailar, pero robará tu dinero»), y afirmando también que la melodía de «The Old Man Down the Road» es un plagio de la música de la canción «Run Through the Jungle», del álbum de la Creedence de 1970 Cosmo's Factory, propiedad de Fantasy Records, pero escrita por el mismo Fogerty. Zaentz ganó el juicio sobre la cuestión de la difamación, lo que obligó a Warner Bros. y a Fogerty a cambiar el título y la letra a «Vanz Kant Danz», pero perdió en la cuestión de derechos de autor, pues un jurado encontró a Fogerty no responsable. Fogerty, a su vez, demandó a Fantasy Records alegando engaño en la inversión y la gestión de sus ingresos por derechos de autor, resultando en una pérdida financiera devastadora. Años más tarde, Zaentz vendió su participación en la discográfica, y Fogerty, casi de inmediato, volvió a firmar con el sello.

## Carrera como productor de cine
Aunque Zaentz no fue un productor cinematográfico especialmente prolífico, sí lo fue de gran éxito: recibió en tres ocasiones el premio Óscar a la mejor película, dos de ellas a películas dirigidas por Miloš Forman (One Flew Over the Cuckoo's Nest en 1975 y Amadeus en 1984), así como para El paciente inglés en 1996, dirigida por Anthony Minghella.
En la década de 1970 vio la adaptación teatral de la novela de Ken Kesey One Flew Over the Cuckoo's Nest en un teatro de la zona de Jackson Square, en San Francisco. Tras ello decidió producir su adaptación cinematográfica, lo que llevó a cabo en compañía de Michael Douglas. La película ganó cinco premios de la Academia, incluyendo el de mejor película, que compartieron Zaentz y Douglas.
En 1976, Zaentz adquirió ciertos derechos sobre los libros de J. R. R. Tolkien El hobbit y El Señor de los Anillos. Con ellos produjo en 1978 una versión animada de El Señor de los Anillos, escrita principalmente por Peter S. Beagle y dirigida por el animador Ralph Bakshi. A través de Tolkien Enterprises, Saul Zaentz siguió siendo hasta su muerte propietario de los derechos mundiales para el cine, el teatro y otros productos de El Señor de los Anillos y El hobbit.
En 1984 Zaentz y Forman colaboraron de nuevo, en la adaptación de la obra de teatro de Peter Schaffer Amadeus, sobre la vida del compositor Wolfgang Amadeus Mozart. Esta película ganó ocho premios Óscar, incluyendo el segundo para Zaentz a la mejor película, y contó con una de las bandas sonoras más vendidas de la época, distribuida por Fantasy Records.
La siguiente producción de Zaentz fue La costa de los mosquitos, basada en el libro homónimo de Paul Theroux, rodada en Belice bajo la dirección de Peter Weir, y protagonizada por Harrison Ford. En 1988 produjo La insoportable levedad del ser, basada en la novela homónima de Milan Kundera. La adaptación fue rodada en San Francisco bajo la dirección de Philip Kaufman, con guion de Jean-Claude Carrière. La siguiente película de Zaentz, Jugando en los campos del Señor, fue otra adaptación de Jean-Claude Carrière, esta vez de un libro de Peter Matthiessen. Fue rodada por Héctor Babenco en ubicaciones de la selva tropical del Amazonas, y resulta una continuación temática de La costa de los mosquitos en lo referido al choque de valores entre la civilización occidental y los pueblos autóctonos.
En 1992, Zaentz compró los derechos de la novela inédita El paciente inglés y trabajó en la adaptación con su autor, Michael Ondaatje. Durante el desarrollo del proyecto Zaentz resistió los intentos de sus colaboradores de hacer la historia más comercial mediante la introducción de Demi Moore en un papel protagonista. Finalmente, el libro fue adaptado para la pantalla y la película dirigida por Anthony Minghella. El paciente inglés barrió en los premios de la Academia de 1996, ganando el premio al mejor director para Minghella y el de mejor película para Zaentz, su tercer premio en esta categoría. En esa 69.ª edición de los Óscar Zaentz también aceptó el premio en memoria de Irving G. Thalberg por su destacada trayectoria. En 2003 Zaentz fue nombrado miembro de la BAFTA, en reconocimiento a su carrera cinematográfica.
En 2005 Zaentz empezó un nuevo proyecto cinematográfico: Los fantasmas de Goya, su primera y única película con un guion original, sobre la vida del pintor español Francisco de Goya, escrito por su asiduo colaborador Jean-Claude Carrière. Fue dirigida por otro antiguo colaborador de Zaentz, Miloš Forman, y protagonizada por Natalie Portman, Javier Bardem, Stellan Skarsgård como Goya y Randy Quaid como el rey de España. Filmada en España y editada en Nueva York, la película fue estrenada a finales de 2006.
En el momento de su muerte, los derechos de sus películas anteriores a 1990 eran propiedad de Warner Bros., que los adquirió en 1998 de Republic Pictures, que retenía los de la antigua Lumiere Pictures. Aunque Warner también era propietaria de los derechos de La insoportable levedad del ser, estos no eran parte del paquete adquirido a Republic y Lumiere, sino que los compró en 2003 a la Metro-Goldwyn-Mayer, sucesora de los intereses de Orion Pictures y distribuidora de una edición en DVD de 2002. Warner volvió a publicar la película en DVD tres años después.

### Controversia sobre la producción deEl hobbit
Zaentz se encontró tangencialmente envuelto en la controversia sobre quién llevaría al cine de acción real la novela El hobbit, de J. R. R. Tolkien, porque posee sus derechos cinematográficos a través de la empresa Middle-earth Enterprises (anteriormente llamada Tolkien Enterprises). Peter Jackson, que ya dirigió la exitosa trilogía basada en El Señor de los Anillos, estaba designado inicialmente para dirigir también las películas basadas en El hobbit.
Sin embargo, Wingnut Films, la compañía de producción de Jackson, cuestionó a la distribuidora New Line Cinema sus métodos de contabilidad, sometiéndolos según contrato a un auditor externo, para, finalmente, demandar a New Line. Jackson declaró que no podía trabajar en la película hasta que la demanda fuese resuelta, y que por tanto paraba el proyecto indefinidamente. El ejecutivo de New Line Robert Shaye lo tomó como una afrenta, declaró que nunca trabajaría de nuevo con Jackson, y empezó a buscar otro director para la producción. Shaye explicó la posición de su compañía diciendo que el contrato de New Line con Zaentz iba a expirar pronto, lo que les obligaba a buscar un nuevo director. Por supuesto, si el litigio se resolviera, por el tribunal o mediante un acuerdo, el plan original podría continuar, pero probablemente New Line necesitaría en ese caso reorganizarse para que fuese otra persona distinta de Shaye la que tratase con Jackson. Metro-Goldwyn-Mayer, que posee los derechos de distribución, se ha mostrado más optimista en que podría plantearse un acuerdo con éxito.
La situación se hizo aún más compleja por la disputa de Zaentz con New Line Cinema sobre los beneficios de las películas de El Señor de los Anillos. La disputa comenzó poco después de su lanzamiento. En diciembre de 2007 la revista Variety informó que Zaentz también había demandado a New Line Cinema, alegando que el estudio se había negado a darle acceso a sus cuentas, para poder confirmar si la participación en los beneficios que New Line le había adjudicado era exacta.

### ElSaul Zaentz Film Center
En 1980 Zaentz creó el Saul Zaentz Film Center en Berkeley (California), un estudio de edición y mezcla de sonido; para sus propias películas, cineastas independientes y otras producciones de Hollywood y el Área de la Bahía. 
Junto con American Zoetrope y Lucasfilm, fue una de las tres instalaciones principales de producción cinematográfica en el norte de California. Entre 2004 y 2005, a la vez que Zaentz y sus socios vendían Fantasy Records al sello independiente de jazz Concord Records, Zaentz cerró la mayor parte de sus instalaciones de  postproducción, a excepción del estudio de grabación de efectos de sonido, que forma parte de la aún activa Fantasy Recording Studios.
Las instalaciones se vendieron en 2007 y, después de un proceso de renovación, se convirtieron en el Zaentz Media Center; que continúa alojando la Saul Zaentz Company, el Concord Music Group y los Fantasy Recording Studios, así como el Digital Film Institute y otras compañías de producción.

## Filmografía
| Año  | Película                                                | Director          | Premios Óscar | Premios Óscar |
| Año  | Película                                                | Director          | Nominaciones  | Estatuillas   |
| ---- | ------------------------------------------------------- | ----------------- | ------------- | ------------- |
| 1975 | Alguien voló sobre el nido del cuco/Atrapado sin salida | Miloš Forman      | 9             | 5             |
| 1977 | Three Warriors                                          | Kieth Merrill     |               |               |
| 1978 | El Señor de los Anillos                                 | Ralph Bakshi      |               |               |
| 1984 | Amadeus                                                 | Miloš Forman      | 11            | 8             |
| 1986 | La costa de los mosquitos/La costa Mosquito             | Peter Weir        |               |               |
| 1988 | La insoportable levedad del ser                         | Philip Kaufman    | 2             |               |
| 1991 | Jugando en los campos del Señor                         | Héctor Babenco    |               |               |
| 1996 | El paciente inglés                                      | Anthony Minghella | 12            | 9             |
| 2006 | Los fantasmas de Goya                                   | Miloš Forman      |               |               |

## Premios y distinciones
Premios Óscar
| Año  | Categoría              | Película                        | Resultado |
| ---- | ---------------------- | ------------------------------- | --------- |
| 1976 | Mejor película         | One Flew Over the Cuckoo's Nest | Ganador   |
| 1985 | Mejor película         | Amadeus                         | Ganador   |
| 1997 | Mejor película         | El paciente inglés              | Ganador   |
| 1997 | Premio Irving Thalberg | Premio Irving Thalberg          | Ganador   |